# Jarbas Passarinho
Jarbas Gonçalves Passarinho GCC (Xapuri, 11 de janeiro de 1920 — Brasília, 5 de junho de 2016) foi um militar, político brasileiro e responsável pela assinatura do Formulário Ortográfico de 1943, uma reforma ortográfica anterior à de 1990. Foi governador do Estado do Pará, ministro do trabalho, da educação, da previdência social e da justiça, além de presidente do Senado Federal. Foi um dos signatários do Ato Institucional Número Cinco.
É tio do atual deputado federal Joaquim Passarinho.

## Biografia
Era filho de Inácio de Loiola Passarinho e Júlia Gonçalves Passarinho. Aos três anos de idade, foi com a família para Belém. Seguiu depois para o Sul, onde cursou a Escola Preparatória de Cadetes de Porto Alegre. Em 1940, mudou-se para o Rio de Janeiro. Ingressou no ano seguinte na Escola Militar do Realengo, onde foi declarado Aspirante a Oficial da arma de Artilharia em 1943.
Chegando a major em 1953, fez o curso da Escola de Comando e Estado-Maior do Exército, que concluiu em 1955. De 1956 a 1957 foi estagiário, adjunto e chefe de seção do quartel-general do Comando Militar da Amazônia. Em 1958, foi nomeado superintendente-adjunto da Petrobrás na região amazônica, tornando-se seu superintendente em 1959. Em agosto de 1962, alcançou o posto de tenente-coronel.
Indicado pelo Presidente Castello Branco, Jarbas Passarinho assumiu em 15 junho de 1964 o Governo do Pará, eleito pela Assembleia do estado, em lugar do deposto Aurélio do Carmo cuja presença à frente do executivo foi dispensada pelo novo regime. Governou o Pará de 15 de junho de 1964 até 31 de janeiro de 1966.
Ao final de seu mandato, transmitiu o Governo para Alacid Nunes. Em março de 1966, ao serem criados a Aliança Renovadora Nacional (ARENA), agremiação política de apoio ao Governo, e o Movimento Democrático Brasileiro (MDB), filiou-se à primeira, tornando-se presidente de sua seção paraense e membro do seu diretório nacional e da sua comissão executiva.
Em novembro de 1966, foi eleito senador no Pará pela ARENA. Em 15 de março de 1967, foi convidado pelo novo Presidente da República, Artur da Costa e Silva, para o Ministério do Trabalho e Previdência Social. Nesse mesmo ano passou para a reserva, com o posto de coronel.
Permaneceu nesse cargo entre 15 de março de 1967 e 31 de agosto de 1969, quando o presidente se afastou por motivos de saúde. Foi mantido no governo pela Junta Militar de 1969, que assumiu o poder após o afastamento do Presidente da República.
Em 30 de outubro de 1969, em virtude do agravamento do estado de saúde de Costa e Silva, o General Emílio Garrastazu Médici tomou posse na Presidência da República e  convidou Passarinho para a Pasta da Educação. Exerceu esse cargo de 30 de outubro de 1969 a 15 de março de 1974.
Em sua atuação como ministro de estado foi signatário do Ato Institucional Número Cinco em 13 de dezembro de 1968. É de autoria, do então Ministro Jarbas Passarinho, a célebre frase que dirigiu ao Presidente Costa e Silva por ocasião da assinatura do AI-5: "Sei que a Vossa Excelência repugna, como a mim e a todos os membros desse Conselho, enveredar pelo caminho da ditadura pura e simples, mas me parece que claramente é esta que está diante de nós. [...] Às favas, senhor presidente, neste momento, todos os escrúpulos de consciência”.
Em 14 de novembro de 1969 foi agraciado com a Grã-Cruz da Ordem Militar de Cristo, em 2 de março de 1971 foi agraciado com a Grã-Cruz da Ordem do Infante D. Henrique, em 21 de Abril de 1971 foi agraciado com a Grã-Cruz da Ordem do Mérito de Brasília e em 2 de novembro de 1972 foi agraciado com a Grã-Cruz da Ordem da Instrução Pública de Portugal.
Em 1974, reassumiu sua cadeira no Senado Federal. Reeleito em novembro desse mesmo ano, foi um dos poucos arenistas a vencer naquele pleito.
Com o passar dos anos, foi um dos fundadores do PDS e presidiu o Senado Federal entre 1981 e 1983, durante o governo João Figueiredo. Sua liderança foi posta à prova a partir do cisma entre ele e Alacid Nunes, outrora seu maior aliado. Progressivamente afastados cada um usou de influência para controlar o PDS local e como Passarinho dispunha do apoio de Brasília os alacidistas  apoiaram e elegeram o deputado federal Jader Barbalho governador do Pará nas eleições de 1982, mesmo ele sendo filiado ao PMDB.
Nesse mesmo ano, Passarinho foi derrotado por Hélio Gueiros na disputa pelo Senado. Um ano depois foi nomeado ministro da Previdência Social pelo presidente João Figueiredo entre 14 de novembro de 1983 e 15 de março de 1985.

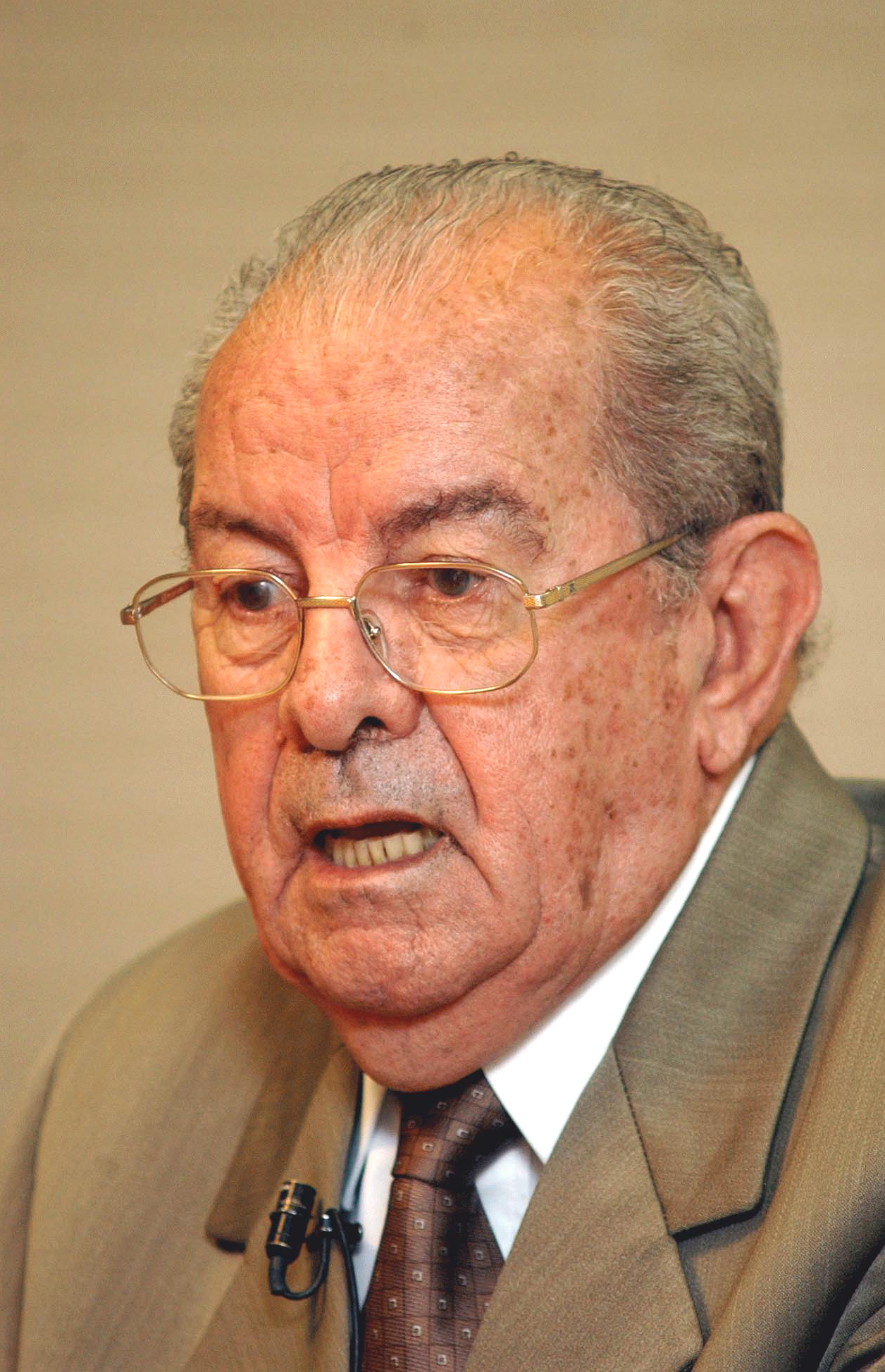
Passarinho em 2004

Por ocasião das eleições de 1986 aceitou uma coligação com o PMDB de Jader Barbalho. Hélio Gueiros foi eleito governador com Almir Gabriel e Jarbas Passarinho eleitos senadores, porém o acerto não o demoveu de fazer oposição ao governo José Sarney. Eleito presidente do diretório nacional do PDS, renunciou pouco antes da eleição presidencial de 1989.
Em 26 de novembro de 1987 foi agraciado com a Grã-Cruz da Ordem do Mérito de Portugal.
Foi Ministro da Justiça no governo Fernando Collor de 13 de outubro de 1990 a 2 de abril de 1992. Deixou o cargo antes das investigações que resultariam no impeachment presidencial. Seu papel de maior relevo foi o de presidente da CPI do Orçamento. Em 1991, assinou portaria demarcando a Terra Indígena Yanomami (9.4 milhões de ha).
Em 1994, concorreu ao governo do Pará pelo PPR,  quando foi derrotado por Almir Gabriel (PSDB) no segundo turno, após ter sido o mais votado no primeiro turno.

## Morte
Jarbas Passarinho morreu na manhã de 5 de junho de 2016, aos 96 anos, em Brasília, em decorrência de problemas de saúde atribuídos  à idade avançada, segundo comunicado oficial. No mesmo dia, a ex-senadora Marina Silva, da Rede Sustentabilidade,  manifestou-se no Facebook, declarando: "Tenho um reconhecimento pessoal a fazer: mesmo com todas as críticas pertinentes às suas ideias sobre Educação, foi no Mobral – criado por ele, quando ministro – que aprendi a ler e escrever." Ela reconheceu que "Jarbas Passarinho será, certamente, lembrado por seu alinhamento com a ditadura militar”, mas também defendeu as “evidentes qualidades intelectuais e habilidades políticas" do ex-ministro. "Pouca gente sabe também que, na Assembleia Constituinte, ele assumiu a defesa de alguns direitos importantes das populações indígenas, que sem seu apoio dificilmente seriam aprovados”, disse Marina, que, como Passarinho, nasceu no Acre.
Jarbas Passarinho era pai de cinco filhos e, desde 1987, viúvo de  Ruth de Castro Gonçalves Passarinho.

## Literatura
Pertenceu à Academia Brasiliense de Letras.

## Condecorações e honrarias
- Ordem Militar de Cristo (GCC)
- Ordem do Infante D. Henrique (GCIH)
- Ordem do Mérito (GCM)
- Ordem da Instrução Pública (GCIP)
- Ordem do Mérito de Brasília (GCMB)

## Títulos de Doutor Honoris Causa e controvérsias após a Comissão da Verdade
Jarbas Passarinho recebeu, enquanto Ministro do Governo Militar, diversos títulos e honrarias, incluindo mais de dez títulos de Doutor Honoris Causa outorgados por universidades brasileiras, dentre as quais a Universidade Estadual de Campinas (Unicamp) e a Universidade Federal do Rio Grande do Norte (UFRN). Após a instauração da Comissão Nacional da Verdade e de Comissões similares em instituições públicas, moções foram feitas pela revogação de tais honrarias, sob argumento de que, na verdade, constituíram-se de manobras políticas para conseguir a simpatia do regime, uma vez que o país vivia sob o medo e a intimidação, especialmente nos meios acadêmico, cultural, político e sindical.  Os responsáveis pelo pedido de revogação lembraram que "a atuação política do coronel Jarbas Passarinho foi nefasta para a cultura e a educação brasileiras"; quem, enquanto ministro, aposentou compulsoriamente pesquisadores e docentes, puniu estudantes, desmantelou o ensino público mediante a privatização de universidades, utilizou a Universidade como instrumento de perseguição pela difusão das Assessorias de Segurança e Investigação, entre outras ações. Além do mais, "o coronel jamais fez qualquer autocrítica sobre sua trajetória política e ideológica. Em todos os seus pronunciamentos, após a democratização do país, ele continuou justificando o arbítrio e o terror de Estado representados pela ditadura militar (1964-1985)". Na Unicamp, em 2014, após debate do CONSU, a honraria foi mantida, de forma a não "repudiar" a memória do seu admirado fundador Zeferino Vaz, com diferença de um voto.
Em abril de 2021, a Universidade Federal do Rio de Janeiro (UFRJ) revogou título de Doutor Honoris Causa dado a Passarinho. "Revogar esse título é estar ao lado da democracia e reafirmar o papel da UFRJ na história", afirmou a relatora da proposta. Seguindo a linha da universidade carioca, em setembro de 2021, o Conselho Universitário (CONSU) da Unicamp decidiu revogar a honraria de Jarbas Passarinho por unanimidade, argumentando que seria uma "causa de honra" para a universidade. Em 2024, a Universidade Federal de Pelotas (UFPEL) também cassou a honraria.